# Ange Tsafack
 (janvier 2025).
La mise en forme du texte ne suit pas les recommandations de Wikipédia : il faut le « wikifier ».
Les points d'amélioration suivants sont les cas les plus fréquents :
- Les titres sont pré-formatés par le logiciel. Ils ne sont ni en capitales, ni en gras.
- Le texte ne doit pas être écrit en capitales (les noms de famille non plus), ni en gras, ni en italique, ni en « petit »…
- Le gras n'est utilisé que pour surligner le titre de l'article dans l'introduction, une seule fois.
- L'italique est rarement utilisé : mots en langue étrangère, titres d'œuvres, noms de bateaux, etc.
- Les citations ne sont pas en italique mais en corps de texte normal. Elles sont entourées par des guillemets français : « et ».
- Les listes à puces sont à éviter, des paragraphes rédigés étant largement préférés. Les tableaux sont à réserver à la présentation de données structurées (résultats, etc.).
- Les appels de note de bas de page (petits chiffres en exposant, introduits par l'outil «  Source ») sont à placer entre la fin de phrase et le point final[comme ça].
- Les liens internes (vers d'autres articles de Wikipédia) sont à choisir avec parcimonie. Créez des liens vers des articles approfondissant le sujet. Les termes génériques sans rapport avec le sujet sont à éviter, ainsi que les répétitions de liens vers un même terme.
- Les liens externes sont à placer uniquement dans une section « Liens externes », à la fin de l'article. Ces liens sont à choisir avec parcimonie suivant les règles définies. Si un lien sert de source à l'article, son insertion dans le texte est à faire par les notes de bas de page.
- La présentation des références doit suivre les conventions bibliographiques. Il est recommandé d'utiliser les modèles {{Ouvrage}}, {{Chapitre}}, {{Article}}, {{Lien web}} et/ou {{Bibliographie}}. Le mode d'édition visuel peut mettre en forme automatiquement les références.
- Insérer une infobox (cadre d'informations à droite) n'est pas obligatoire pour parachever la mise en page.

Pour une aide détaillée, merci de consulter Aide:Wikification.
Si vous pensez que ces points ont été résolus, vous pouvez retirer ce bandeau et améliorer la mise en forme d'un autre article.
Ange Tsafack, de son nom de naissance Michel Ange Tsafack Temgoua est un acteur camerounais né le 4 novembre 1991 à Dschang.

## Biographie
Michel Ange Tsafack Temgoua est né en 1991 dans la ville de Dschang dans la région de l'Ouest. Ange Tsafack est l’un des acteurs les plus prometteurs de l’industrie du cinéma camerounais. Après sa découverte par le grand public, il a enchaîné des rôles aussi importants les uns des autres aux côtés de grandes stars comme Mami Ton, Man No Lap et bien d’autres,,.
En 2009, il a commencé sa carrière lorsqu'un grand ami l'a invité à assister à un casting dans son quartier, non pas en tant que candidat, mais pour accompagner son équipe. En observant le processus de recrutement des acteurs et les répétitions, il a pris une perspective critique et a décidé de guider les acteurs avec l'autorisation de son ami. À cette époque, il suivait également une formation technique en mécanique automobile pour poids lourds en parallèle de ce projet. Ce projet, un feuilleton intitulé « Indécision », n'a malheureusement pas été réalisé, tout comme plusieurs autres projets.
Peu de temps après, il a rejoint la troupe d'acteurs de ce projet, puis en 2013, un casting a été organisé pour une série intitulée « Perte Collatérale », qui n'a pas non plus abouti. Par la suite, des mini-sketchs comiques ont été réalisés avec la même troupe, et ils sont toujours populaires à ce jour. Cependant, ce qui passionne Ange par-dessus tout, c'est son métier d'acteur.

## Carrière
Un jour il fit la rencontre de Sergio MARCELLO par le biais d'une actrice camerounaise Grace WELL. Il intègre l'école de formation BUEA FILM ACADEMY ou il obtient le rôle de Christian dans la web-série " LES MINUTES DE MAMITON. Un jeune banquier tiraillé entre l'amour d'une mère poule et celui de sa femme.
Il joue également dans le long métrage "Shenaningans " de Salem KEDY produit également par Muriel Blanche.
Il interprète des rôles auprès de cinéastes tels que Blaise Ntedju, Jean De Dieu Tchegnebe avec qui il a eu
déjà 4 collaborations à son actif.
En 2021, la plateforme CINAF TV produit sa première production et lui offre le rôle d'Enrico dans la série
" VICTIMES".
La même année, il joue le rôle d'un directeur de ventes de produits pharmaceutiques dans la série " Dr Manga Bell", produit par Jean De Dieu Tchegnebe.
Lucie Memba apprécia tellement son interprétation dans la série " VICTIMES " qu'elle proposa sa candidature pour le long métrage "Little SAM" produit en 2022; ce film raconte le parcours du footballeur Samuel Eto'o, ou il joue le rôle d'un entraîneur.

## Formations
Ange TSAFACK poursuit sa carrière artistique tout en suivant sa formation de chauffeur poids lourd.
Ange TSAFACK suit plusieurs formations dans le domaine artistique auprès de grands cinéastes tels que Sergio Marcello, Ymoludjo L Ytemben, Jonas EBOM et pionniers du théâtre camerounais tels que André Mbang, Jacobin Yarro. Il participe également à un Master class en ligne de Samuel L. Jackson. Il se forme
au métier de " Monteur vidéo ".

## Filmographie
- 2023:  Samba Le Général Saison 3 Série de Jean De Dieu Tchegnebe
- 2022 : Little Sam Long métrage de Salem Kedy
- 2022 :  Woman and Matérial Saison 5 " L'empoisonneuse "

par Aimée Virgile MAKOUGOUM
- 2022 : Nuit blanche Long Métrage d'Alain Blaise MBA

- 2021 : Dissapeard de Romario Tchoupou
- 2021: Victimes série par CINAF TV
- 2021: Série Dr Manga Bell série de Jean De Dieu Tchegnebe
- 2021: Terreur de Ngombe Série de Decord Record

- 2019 : Shenanigans[5]

- 2019 : La promise de Foumbot d'Ousmane Stéphane
- 2019 : Les Minutes de Mamiton websérie de Sergio Marcello

- 2018: Divine Série de  Flavienne Tchatat
- 2018: Au dela du destin par Constatin Tchoua
- 2018: Complexe Dikalo Série de  Pouamo Djiélé
- 2018: Le prix du péché Série de Blaise Ntedju

- 2017 : Les Gags web série de Ebenezer Kepombia

- 2015: Guerre des Biens série de Jean De Dieu Tchegnebe